# Winfried Gottschalk
Winfried Gottschalk (* 19. Mai 1944 in Köln; † 19. Juni 2021) war ein deutscher Radrennfahrer.

## Sportliche Laufbahn
Gottschalk, der 1960 mit dem Radsport begann, gewann das traditionsreiche Rennen Köln–Schuld–Frechen 1965 und 1966. Neben den Straßenrennen bestritt er auch häufig Querfeldeinrennen. In dieser Disziplin des Radsportes konnte er bei den deutschen Meisterschaften 1965 (Amateure), sowie 1967 und 1968 (Berufsfahrer) Vize-Meister werden. 1968 wurde er bei den UCI-Weltmeisterschaften im Querfeldeinrennen 14. bei den Berufsfahrern. 1967 konnte er bei sieben Starts in Querfeldeinrennen sieben Siege in Serie erreichen.
1966 siegte er in der Vier-Kantone-Rundfahrt der Amateure in der Schweiz. Anfang 1967 wurde er Profi im deutschen Team Ruberg, das von Wolfgang Gronen geleitet wurde. Ein Jahr später startete er mit der deutschen Nationalmannschaft bei der Tour de France, schied aber bereits auf der dritten Etappe wegen Überschreitung der Karenzzeit aus.